# 服部卓四郎
服部卓四郎（日语：／ Hattori Takushirō，1901年1月2日—1960年4月30日）是日本帝國陸軍的軍官，最高軍階為陸軍大佐(即上校)，著有《大東亞戰爭全史》。

## 生平
服部於1901年出生，後進入陸軍士官學校就讀，為第34期畢業生，同期包括秩父宮雍仁親王、西浦進、堀場一雄、赤松貞雄、西田税、三好達治等人。
服部與西浦和堀場因才能為該期出眾之人，合稱「三十四期的三羽烏」。
服部後又進入陸軍大學就讀，為42期畢業生，後派至參謀本部服務。1934年至1935年期間於法國留學，1936年時遠赴海外觀察義大利-衣索比亞戰爭。
歸國後不久，1939年5月爆發了「諾門罕事變」，服部此時也為關東軍作戰參謀主任，與參謀官辻政信共同力主將戰事擴大化，卻反遭蘇軍反擊，日軍受到重大損失。在作戰善後階段，關東軍總司令植田謙吉與其參謀長磯谷廉介被迫退出現役，但主張將戰事擴大的服部卻從輕發落，甚至在1940年10月還獲得晉升，成了參謀本部作戰課作戰班長。1941年7月，服部就任該職。另一方面，諾門罕另一位主事者——辻政信也調往參謀本部服務，任作戰課兵站班長。此時服部的上司是參謀本部作戰部長田中新一，他與服部將後者的前任、反對召回辻的土居明夫降職。到太平洋戰爭爆發時，陸軍的作戰多經由田中、服部與辻三人共同策劃。
1942年8月，瓜達爾卡納爾戰役開始，服部在視察當地時曾報告「補給線正確實建立著，沒有問題」，但與事實有極大出入，陸軍投入了超過三萬人的軍隊，最終要撤退時卻僅存一萬人，死亡原因大多為病死、餓死。
同年12月起，服部任陸軍大臣東條英機的秘書之職，但在隔年10月又回歸任作戰課長，主導了中國大陸上的「一號作戰」（又稱「大陸打通作戰」，中方稱之「豫湘桂會戰」）。

## 戰後
由於參謀時期的經驗與知識，服部派到復員廳戰史編撰室室長美軍少將查爾斯·威洛比（曾任麥克阿瑟的情報主管）下進行寫作。在戰史寫作告一段落後，戰史編撰室的實際業務變成了「日本重新軍備計畫研究」，服部卓四郎成為該計畫的主事者，並成立了「服部機關」，找了西浦進、堀場一雄（1953年病死）、井本熊男、水町勝城、稲葉正夫、田中兼五郎、原四郎、山口二三等前陸軍省與日本參謀本部任職的校級軍官進行計畫擬定。
不久後因為韓戰爆發，美國在駐日兵力不足的情況下，面臨了是否要重新武裝日本的問題，服部一度經威洛比推薦為日本的新武裝部隊——警察預備隊（陸上自衛隊前身）指揮官人選之一，但卻因為首相吉田茂和盟軍司令部民政局局長考特尼·惠特尼准將的反對而流產，最後在吉田和盟軍司令官麥克阿瑟的拍板下，預備隊指揮官的職位由宮內廳次長林敬三擔任。
根據1952年10月31日的美國中情局文件，服部曾打算與兒玉譽士夫合作，與遭到吉田自由黨政府革逐公職的國粹主義份子發動政變、刺殺吉田茂、擁立鳩山一郎任首相，但此計畫因辻政信的勸退而作罷。
1954年鳩山一郎擔任首相時，曾評估能否拔擢服部擔任國防會議參事官，但是在野黨的反對意見太強因此作罷。
作家保阪正康曾評價服部是「就立場上來說應最有責任，卻最沒有責任」的人，並將他同辻併為「昭和時代愚將中的第一名」。不過，威洛比倒對服部的作戰制定能力有所好評。
雖然服部沒有進入自衛隊任職，但服部機關的成員最後都進入自衛隊重新服役。井本熊男擔任陸上自衛隊幹部學校校長、原四郎擔任航空幕僚監部調查科長、水町勝城為北部航空方面隊指揮官、田中耕二為航空幕僚副長、田中兼五郎為陸上自衛隊東部方面隊總監、山口二三為航空幕僚監部防衛部長、西浦進是防衛廳防衛研究所戰史室室長、稲葉正夫進入防衛廳擔任戰史室編纂官。

## 著作
- 《大東亜戦争全史》（鱒書房（日语：インテルフィン）、1953年～1956年、全8巻。原書房、1979年、1996年新装版 ISBN 4-562-04088-2）

## 資料來源
1. ↑  （日語）昭和２５年のクーデター未遂事件 （页面存档备份，存于）
2. ↑  （英文）CIA files reveal militarist plot to kill Yoshida in ’52 （页面存档备份，存于）